# Kate Dennison
Pour les articles homonymes, voir Dennison.
Kate Dennison (née le 7 mai 1984 à Durban, Afrique du Sud) est une athlète britannique, spécialiste du saut à la perche.
Son meilleur saut est de 4,61 m (Barcelone, le 22 juillet 2011). Elle réalise 4,55 m pour terminer 6e aux Mondiaux de Berlin, le 17 août 2009.

## Palmarès
| Année | Compétition           | Lieu      | Résultat | Performance |
| ----- | --------------------- | --------- | -------- | ----------- |
| 2009  | Championnats du monde | Berlin    | 6e       | 4,55 m      |
| 2010  | Championnats d’Europe | Barcelone | 6e       | 4,55 m      |
| 2010  | Jeux du Commonwealth  | New Delhi | 3e       | 4,25 m      |